# Caitlin Moran
Catherine Elizabeth "Caitlin" Moran (Brighton, 5 de abril de 1975) es una autora y periodista británica. Escribe tres columnas semanales para el medio The Times: una para la revista Saturday, otra de reseñas de programas de televisión y la columna "Celebrity Watch". Moran ha recibido varios Premios de la Prensa británica (BPA): en 2010 a Columnista del Año, y en 2011 a Crítica del Año y Entrevistadora del Año 2011. En 2012, fue nombrada Columnista del Año por el Club de Prensa de Londres y Comentarista de Cultura en los Comment Awards en 2013.

## Primera etapa de su vida
Moran nació en Brighton y es la mayor de ocho hermanos (tiene cuatro hermanas y tres hermanos). Moran creció en un hogar muy humilde, en una casa con tres dormitorios en Wolverhampton, con sus padres y hermanos, una experiencia que la periodista describió como similar a Los Juegos de Hambre. En un artículo en The Guardian, Aida Edemariam describe al padre de Moran, de origen irlandés, como un antiguo "batería y pionero del rock psicodelico" quien acabó "limitado al sofá por artrosis".
Moran asistió a la Springdale Junior School pero a partir de los once años fue escolarizada en casa, después de haber asistido solo tres semanas a la escuela secundaria. Los padres no ofrecieron ni a ella ni a sus hermanos una educación formal; el consejo local respetó su decisión, ya que eran "los únicos hippies de Wolverhampton". Moran siempre describe su niñez como feliz, pero confesó haber dejado su hogar en cuanto cumplió los 18 años.

## Periodismo y escritura

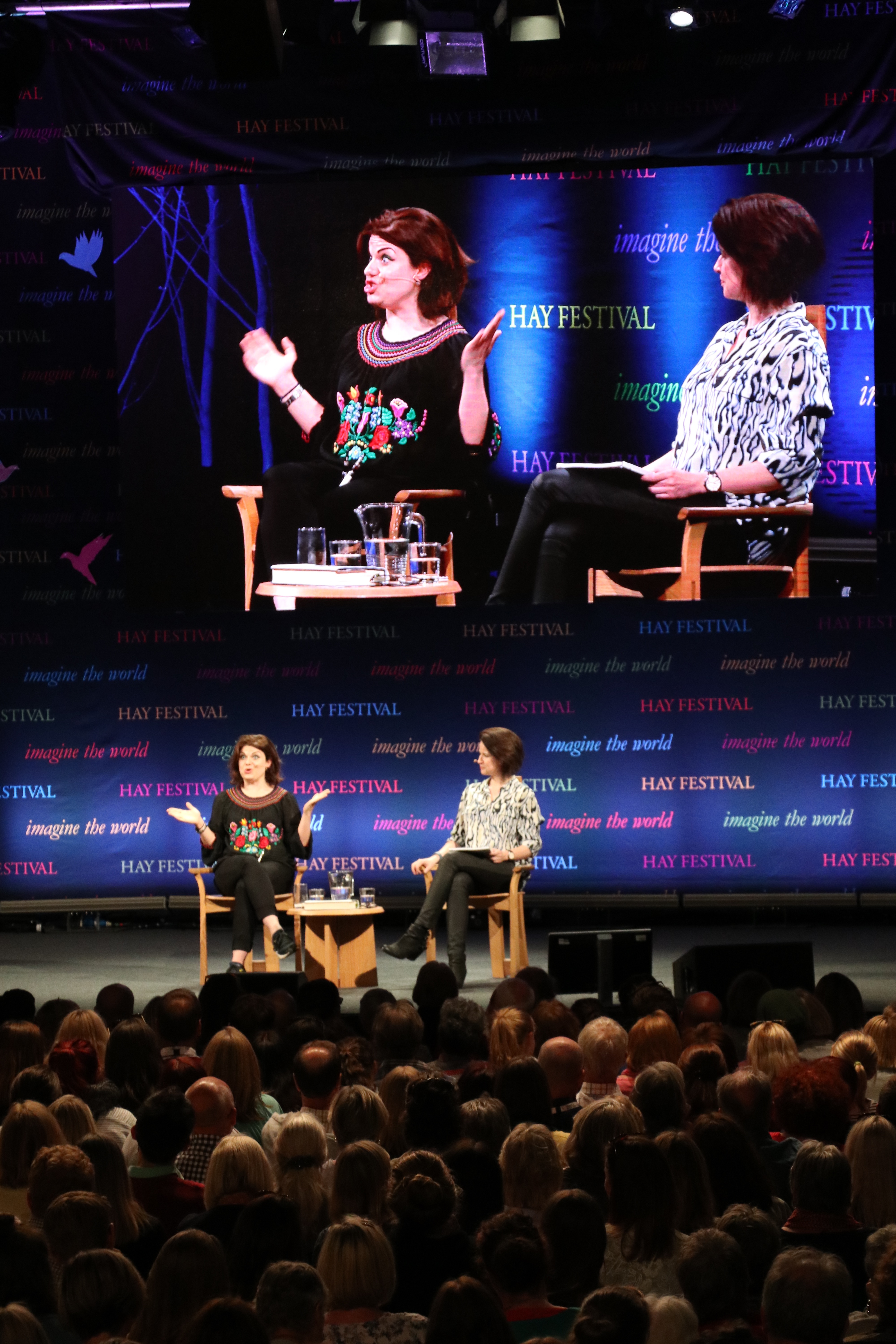
Moran en el Hay Festival en 2016

Moran supo que iba a ser escritora desde su adolescencia. En octubre de 1988, cuando tenía 13 años, ganó un concurso organizado por Dillons para lectores jóvenes con un ensayo titulado Por qué me gustan los libros y recibió £250 de vales para libros. A los 15 años, ganó el premio a Reportero Joven del Año otorgado por The Observer. Cuando tenía 16 años, empezó su carrera como periodista para Melody Maker, una publicación semanal de música. Ese mismo año, Moran escribió también una novela titulada Las Crónicas de Narmo, inspirada en el hecho de haber recibido una educación escolar en casa.
En 1992, lanzó su carrera televisiva como presentadora del programa de música Naked City, en la cadena Channel 4, el cual tuvo dos temporadas e incluyó una serie de grupos británicos que en aquel momento estaban al principio de sus carreras, como Blur, Manic Street Preachers y los Boo Radleys. Johnny Vaughan fue su copresentador en el programa.
Moran se inspiró en su propia infancia para crear la serie de comedia dramática, Raised by Wolves, que se estrenó en el Reino Unido en el Canal 4, en diciembre de 2013.
En julio de 2012, Moran fue elegida miembro de la Universidad de Aberystwyth.
En abril de 2014, fue nombrada una de las mujeres más influyentes de Gran Bretaña, en la lista de Woman´s Hour de la BBC.
Su novela semiautobiográfica, Cómo se hace una chica (2014), habla sobre su adolescencia en Wolverhampton y sus primeros años en Londres. Es el primer libro de una trilogía, que continuará con Cómo ser famosa y concluirá con Cómo cambiar el mundo.

## Feminismo
En 2011, la editorial Ebury publicó el libro de Moran Cómo ser mujer en el Reino Unido. Desde julio de 2012, ha vendido más de 400.000 copias en 16 países. El libro es un alegato feminista que analiza y critica diferentes temas (sexualidad, la alimentación, la belleza, la familia, las relaciones de pareja, el amor, el aborto...) con un tono irónico y desde una perspectiva personal.
Moran es una simpatizante del Partido de Igualdad de las Mujeres.

## Twitter
En agosto de 2013, organizó en Twitter un boicot de 24 horas. De esta forma, Moran protestó contra la forma chapucera con la que la organización manejaba el contenido ofensivo publicado, a veces anónimamente, en el perfil de Twitter de figuras públicas.
En 2014, su feed de Twitter fue añadido, rodeado de polémica, a la lista de textos de consulta para aprobar el Advanced Level en inglés. En junio de 2014 el Instituto Reuters para el Estudio de Periodismo la nombró la periodista británica más influyente en Twitter.

## Vida personal
En diciembre de 1999, Moran se casó con el crítico de rock de The Times Peter Paphides en Coventry; tienen dos hijas, nacidas en 2001 y 2003.

## Premios y reconocimientos
- 2013 Comments Awards, Comentarista Cultural del Año
- 2012 London Press Club, Columnista del Año
- 2011 Premio Nacional de Libro Galaxy, Libro del Año, Cómo ser mujer
- 2011 Premio Nacional de Libro Galaxy, Libro de No Ficción del Año, Cómo ser mujer
- 2011 Premios de la Prensa británica, Entrevistador del Año
- 2011 Premios de la Prensa británica, Crítico del Año
- 2011 Premio de Libro irlandés, categoría Listeners Choice (Elección de los oyentes), Cómo ser mujer
- 2011 Cosmopolitan, Mejor Escritor del Año[20]
- 2010 Premios de la Prensa británica, Columnista del Año